# Taketa
Taketa (japanska: 竹田市?, Taketa-shi) är en stad i Ōita prefektur i södra Japan. Staden fick stadsrättigheter 1954.